# Alluwamna

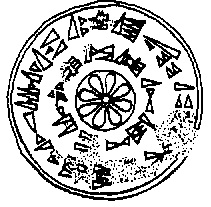
Odcisk pieczęci królewskiej Alluwamny

Alluwamna – król hetycki w okresie około 1500–1490 p.n.e. Był następcą Telepinusa jako jego zięć, lub też po panowaniu Tahurwaili.
Zgodnie z zasadami dziedziczenia tronu, wprowadzonymi przez Telepinusa, ze względu na niepozostawienie przez niego synów, tron przypadał właśnie Alluwamnie, będącemu mężem Harapsili, córki Telepinusa. Hantili II, panujący później, był synem Alluwamny. Tahurwaili, jako krewny Telepinusa, najprawdopodobniej panował bezpośrednio po jego śmierci, bezpośrednio przed Alluwamną. Przypuszcza się, że Alluwamna został odsunięty od dziedziczenia tronu, ponieważ był związany z buntem Szanku, który nie chciał wypłacać daniny w zbożu i winie.
Alluwamna znany jest z pieczęci królewskiej, wymieniony też został na liście składanych ofiar. Występuje też na dokumencie nadania ziemi swemu synowi, przyszłemu królowi Hantili II. W czasie jego panowania państwo Hetytów było słabe, umocniło się zaś sąsiednie, konkurencyjne państwo Mitanni.

## Źródła
Information abot the Hittites - Hittite History. Hittites.info. [dostęp 2018-01-07]. [zarchiwizowane z tego adresu (2007-01-17)]. (ang.).